# Türkische Bibliothek (Unionsverlag, Zürich)
Die Türkische Bibliothek ist eine zwanzigbändige Literaturreihe moderner türkischer Werke (von 1900 bis zur Gegenwart) für deutschsprachige Leser. Sie beruht auf einer Initiative der Robert-Bosch-Stiftung und wurde durch Erika Glassen und Jens Peter Laut im Unionsverlag Zürich herausgegeben. 2010 wurde die Türkische Bibliothek auf der Internationalen Tourismus-Börse Berlin (ITB) mit dem Award „Literarische Reihe“ ausgezeichnet.

## Überblick
Die Bände im Einzelnen:
1. Hülya Adak und Erika Glassen (Hrsg.): Hundert Jahre Türkei – Zeitzeugen erzählen (2010)
2. Erika Glassen und Hasan Özdemir (Hrsg.): Im Reich der Schlangenkönigin (Anthologie, 2010)
3. Erika Glassen und Turgay Fişekçi (Hrsg.): Kultgedichte (2008)
4. Börte Sagaster (Hrsg.): Liebe, Lügen und Gespenster
5. Tevfik Turan (Hrsg.): Von Istanbul nach Hakkâri
6. Halide Edip Adıvar: Mein Weg durchs Feuer
7. Adalet Ağaoğlu: Sich hinlegen und sterben
8. Sabahattin Ali: Der Dämon in uns
9. Oğuz Atay: Der Mathematiker
10. Yusuf Atılgan: Der Müßiggänger
11. Leylâ Erbil: Eine seltsame Frau
12. Aslı Erdoğan: Die Stadt mit der roten Pelerine
13. Memduh Şevket Esendal: Die Mieter des Herrn A.
14. Ayşe Kulin: Der schmale Pfad
15. Murathan Mungan: Palast des Ostens
16. Ahmet Hamdi Tanpınar: Seelenfrieden
17. Hasan Ali Toptaş: Die Schattenlosen
18. Ahmet Ümit: Nacht und Nebel
19. Halid Ziya Uşaklıgil: Verbotene Lieben
20. Murat Uyurkulak: Zorn (2008)